# 小行星6787
小行星6787（英語：6787）是一颗围绕太阳公转的小行星。1991年8月7日，亨利·E·霍爾特在帕洛马山发现了此天体。
这颗小行星的绝对星等为32.71723等。